# Anita Đipanov
Anita Đipanov (Sombor, 29. lipnja 1987.) je hrvatska pjesnikinja iz Monoštora, Vojvodina, Srbija. Po zanimanju je diplomirana fizioterapeutkinja. Piše prozu i poeziju, a odnedavno i na ikavici šokačkih Hrvata. Okušala se i u skladanju.
Članica je literarne sekcije, aktivna članica KUDH-a „Bodrog", članica je zbora župe Bački Monoštor, voditeljica dječje grupe KUDH-a „Bodrog", voditeljica na manifestacijama kao što su „Đački mikrofon", „Bodrog fest", manifestacije povodom seoske proslave „Zavitnog dana", manifestacija koje organizira KUDH, a zapažen je i njezin rad i angažiranje u projektima i radionicama s djecom. Pokraj navedenoga, svojedobno je bila i dopisnica „Hrvatske riječi" i „Somborskih novina".
Rožalja je u hrvatskom folklornom sastavu Kraljice Bodroga s kojim je pjevala na dva albuma, Alaj piva Šokica i Faljen Isus, Divice!.
Književni časopis Nova riječ bavi se i »Novim ženskim pismom Hrvata u Vojvodini – pjesništvom« u kojem su zastupljene pjesnikinje Mila Markov-Španović, Blaženka Rudić, Željka Zelić, Anita Đipanov i Nevena Mlinko. Drugi broj Nove riječi objavio je Anitine pjesme u bloku "Pjesnički glasovi na šokačkoj ikavici u Bačkoj". Prije je svoja djela čitala na različitim manifestacijama i književnim večerima, a govorenjem svoje poezije na manifestacijama bavi se i danas (Večer ikavice u Stanišiću), večer šokačkog divana u Monoštoru i dr. Prvi se put na pjesničkim natječajima pojavila na desetoj obljetnici postojanja KPZH „Šokadija" iz Sonte, na natječaju za najljepšu pjesmu pisanu šokačkim dijalektom. Prijavila je dvije pjesme, a pobijedila je pjesmom "Stvaranje slova". Zastupljena je u zborniku četvrtih Pjesničkih susreta, održanih 21. srpnja 2012. u Gunji. Zbornik nosi ime "Iskre vječnog sjaja". Susreti su održani u organizaciji Udruge pisaca i pjesnika „Tin Ujević“ iz Gunje. Od 32 pjesnika iz Hrvatske, Bosne i Hercegovine, Srbije i iz Brčko Distrikta, Anita Đipanov je u skupini iz Vojvodine iz koje su još zastupljeni Kata Kovač, Marica Mikrut, Katarina Firanj, Marija Šeremešić, Željko Šeremešić, Josip Dumendžić i Antun Kovač.
2014. godine natjecala se na Reviji tradicijske odjeće u Tomislavgradu. 2015. nagrađena je trećom nagradom u kategoriji Cure na etnografskoj manifestaciji 16. Zimsko spremanje Antin. 2015. sudjelovala je s još 17 kandidatkinja na 10. folklornom natjecanju Listaj lipo stara u Tordincima u okviru koje se uvijek bira Šokačka kraljica za tekuću godinu.

## Vanjske poveznice
- Interviju - Kraljica Bodroga Anita Đipanov iz Bačkog Monoštora, kanal ETNOportalTV
- 16. Zimsko spremanje Antin Anita Đipanov Bački Monoštor , kanal ETNO portal